# Peperomia pakipski
Peperomia pakipski är en pepparväxtart som beskrevs av C. Dc.. Peperomia pakipski ingår i släktet peperomior, och familjen pepparväxter. Inga underarter finns listade i Catalogue of Life.